# Le Religieux de Monza
Pour plus de détails, voir Fiche technique et Distribution.
Le Religieux de Monza (Il monaco di Monza) est un film italien réalisé par Sergio Corbucci, sorti en 1963.

## Synopsis
Monza, 1630, époque de la domination espagnole. Pascal Cicciacalda, un cordonnier originaire de Casoria et veuf de l'accoucheuse Provvidenza, ne réussit pas à assurer la subsistance de ses douze fils, six couples de jumeaux. Il imagine donc un stratagème malin pour les nourrir.
Ils se rendent tous au château du marquis Egidio, lui déguisé en moine pour faire la charité, qui tient prisonnière sa belle-sœur Fiorenza dans l'espoir qu’elle veuille l'épouser.

## Fiche technique
Sauf indication contraire, les informations mentionnées dans cette section peuvent être confirmées par la base de données cinématographiques IMDb,  présente dans la section « Liens externes ».
- Titre français : Le Religieux de Monza ou Le Moine de Monza[1]
- Titre original : Il monaco di Monza
- Réalisation : Sergio Corbucci, assisté de Ruggero Deodato et Mario Castellani
- Scénario : Ettore Maria Margadonna, Bruno Corbucci et Giovanni Grimaldi
- Photographie : Enzo Barboni
- Musique : Armando Trovajoli
- Producteurs : Giovanni Addessi, Franco Belotti et Walter Zarghetta
- Pays de production :  Italie
- Langue de tournage : italien
- Format : Noir et blanc - Mono
- Dates de sortie : 
  - Italie : 29 mars 1963 (Rome)
  - France : 27 septembre 1968[1]

## Distribution
- Totò : Pasquale Cicciacalda / Don Manuel
- Nino Taranto : Don Egidio, marquis de Lattanziis
- Erminio Macario : Fra' Mamozio
- Lisa Gastoni : Fiorenza, marquise del Giglio
- Moira Orfei : Sœur Virginia, la religieuse de Monza
- Mario Castellani : le notable avec deux chaussures droites
- Carlo Delle Piane : le tavernier
- Adriano Celentano : Faux frère
- Don Backy : Faux frère